# Ordu Kabul FC
Ordu Kabul FC is een Afghaanse voetbalclub uit Kabul. De voetbalclub speelt in de Afghanistan Premier League en werd kampioen van deze competitie in 2006 en 2007. Vanaf 2009 speelt de club in hun nieuwe stadion, het Ghazi stadion.